# Valeriano López
Valeriano López Mendiola (Casma, 4 de maio de 1926 — Callao, 7 de maio de 1993) foi um futebolista peruano que atuava com atacante.
Goleador prolífico, ao lado de Ferreyra e Friedenreich, foram os futebolistas profissionais sul-americanos com uma média de mais de 1 gol por partida, tendo feito 207 gols em 199 jogos de 1946 até sua aposentadoria em 1960.

## Carreira
A carreira de López começou com o clube peruano Sport Boys aos 20 anos. Ele se tornou um artilheiro prolífico, vencendo a honra de artilheiro da liga peruana em suas três primeiras temporadas (1946, 1947 e 1948) com 62 gols marcados em 54 partidas. Após um início bem sucedido no Peru, em 1949 é punido perpetuamente pela prática do futebol para escapar da concentração da Seleção Peruana dias antes do Campeonato Sul-Americano do Brasil.
López mudou-se para o clube colombiano Deportivo Cali e continua sendo um de seus jogadores mais emblemáticos.

## Títulos
Seleção Peruana
- Jogos Bolivarianos: 1948

Sport Boys
- Campeonato Peruano: 1951, 1958

Alianza Lima
- Campeonato Peruano: 1954, 1955

### Artilharias
- Campeonato Peruano de 1946 (22 gols)[3]
- Campeonato Peruano de 1947 (20 gols)[3]
- Campeonato Peruano de 1948 (20 gols)[3]
- Campeonato Peruano de 1951 (31 gols)[3]
- Campeonato Pan-Americano de Futebol de 1952 (7 gols)

### Recordes
- Jogador com a melhor média de gols (1,04) na era profissional do futebol sul-americano. (207 gols em 199 partidas oficiais da Primeira Divisão)
- Jogador com a melhor média de gols (1,72) em um Torneio da Liga Peruana — 1951.
- Jogador com a 2ª melhor média de gols (1,72) em um Torneio da Liga, na história do futebol profissional sul-americano.
- Jogador que converteu mais gols de cabeça em uma partida oficial com a seleção peruana (5 gols).
- Único jogador da história da Liga Colombiana da Primeira Divisão que marcou em 12 jogos consecutivos, chegando a 23 gols.